# Kunów (Petite-Pologne)
Pour les articles homonymes, voir Kunów (homonymie).
Kunów est un village de Pologne, situé dans la gmina de Chełmiec, dans le Powiat de Nowy Sącz, dans la Voïvodie de Petite-Pologne dans le Sud de la Pologne.